# Zákamenné
Zákamenné é um município da Eslováquia, situado no distrito de Námestovo, na região de Žilina. Tem 42,9 km² de área e sua população em 2018 foi estimada em 5.471 habitantes.

## Demografia
| Ano:        | 1994 | 2004    | 2014   | 2024   |
| ----------- | ---- | ------- | ------ | ------ |
| Broj ljudi: | 4456 | 4962    | 5355   | 5694   |
| Razlika:    |      | +11,35% | +7,92% | +6,33% |

| Ano:               | 2023 | 2024   |
| ------------------ | ---- | ------ |
| Número de pessoas: | 5687 | 5694   |
| Diferença:         |      | +0,12% |